# IGEA
L'IGEA S.p.A. è la nuova denominazione che è stata data il 30 aprile 1998 alla Società Italiana Miniere (S.I.M. S.p.A.) che era stata costituita il 31 luglio 1986, con la Regione Sardegna come unico azionista.

## Storia
Nel 1968, a seguito del declino delle attività estrattive in Sardegna, nel tentativo di rilanciare le attività, la Regione Autonoma della Sardegna aveva costituito l'Ente Minerario Sardo (EMSA), con il compito di assumere iniziative di coordinamento delle attività minerarie in Sardegna. Nel 1969 l'Ente aveva rilevato le miniere appartenenti alla Società mineraria e metallurgica Pertusola.
In seguito, nel 1976 l'EMSA e l'EGAM avevano costituito la Carbosulcis, per rilevare dall'Enel la proprietà delle miniere di carbone, che durante la gestione dell'ente elettrico erano state ritenute antieconomiche, e pertanto fu posto in atto il blocco dell'attività estrattiva.
Tuttavia, a causa degli alti costi di produzione, del continuo calo del valore dei metalli e del progressivo esaurimento dei giacimenti, il declino delle attività estrattive continuò inesorabile.
Per cui nei primi anni ottanta molte miniere passarono all'Eni che, a sua volta, non migliorò la situazione; per cui nel 1986 la Regione Sardegna creò la S.I.M. che acquisì le miniere di proprietà dell'ENI, che sotto il controllo della SIM, restarono in produzione fino al 1995, anno in cui chiuse definitivamente anche l'ultima miniera.
Con Legge Regionale n. 33/1998, l'EMSA fu soppresso e posto in liquidazione e IGEA fu individuata, dall'Assessorato dell'Industria, quale soggetto giuridico nell'attività per la messa in sicurezza, il ripristino ambientale e la bonifica delle aree minerarie dismesse.
Nel 1999 IGEA incorpora alcune società, che avevano cessato la loro attività mineraria, dell'area del Sulcis-Iglesiente, e più precisamente la Bariosarda S.p.A., Miniere Iglesiente S.p.A. e Piombo Zincifera Sarda S.p.A. e successivamente nel 2003 la Rimisa S.p.A., società mineraria che aveva operato nella Miniera di Sos Enattos in territorio di Lula (NU).

## Ultimi sviluppi
Nel gennaio del 2014 viene istituita dalla Regione Sardegna l'Agenzia regionale per la bonifica e l'esercizio delle attività residuali delle aree minerarie dismesse o in via di dismissione (ARBAM) per il riordino e l'esercizio delle funzioni in materia di bonifiche ambientali e riqualificazione del settore minerario. Nel maggio dello stesso anno la società in house IGEA S.p.A. è messa in liquidazione.

### Proteste e occupazioni
Il 15 luglio 2014 a Cagliari sei lavoratori si erano incatenati alle colonne del palazzo della Regione Sardegna. Gli operai avevano manifestato per chiedere il pagamento degli stipendi arretrati di circa 270 dipendenti ed assicurazioni circa il rilancio della società che avrebbe dovuto effettuare le bonifiche. La Giunta regionale aveva approvato una delibera di stanziamento di un fondo da mettere a disposizione dell'Igea, per far fronte agli stipendi e per il rilancio delle attività..
Avendo la Regione disatteso gli impegni assunti, il 27 novembre trenta donne occupano la Galleria di Villa Marini a Monteponi e il Pozzo T di Campo Pisano, rivendicando non solo il pagamento degli stipendi arretrati dei lavoratori ma anche un piano di rilancio delle attività di bonifica.

### Inchieste, scandali e arresti
Nel gennaio 2013 la consulta delle associazioni per il Parco geominerario della Sardegna aveva presentato un esposto alla procura della repubblica di Cagliari, alla Corte dei Conti e alla Commissione Europea sulla concorrenza, per aver chiarimenti sulla spesa di 250 milioni di euro in 14 anni. Nel mese di luglio dello stesso anno l'esponente dei Riformatori Sardi Roberto Frongia, aveva esposto dei dubbi sulla vendita di alcuni macchinari e su assegnazioni di appalti a ditte sterne ed aveva sollecitato il commissariamento della società. La Procura della Repubblica di Cagliari aveva aperto un'inchiesta per peculato, turbativa d'asta e voto di scambio e durante le indagini, presso gli uffici della società IGEA, erano stati sequestrati documenti e apparecchiature informatiche.
Nel novembre 2013, a seguito dell'Operazione Geo & Geo coordinata dalla Procura di Cagliari, furono indagate quattro persone. In quella occasione era emerso che l'Igea insieme alla Ifras avevano speso i soldi senza aver mai avviato le bonifiche.

## Archivio
L'IGEA spa di cui azionista unico è la Regione Autonoma della Sardegna, ha incorporato le società minerarie della Sardegna, ormai interamente pubbliche, con lo scopo di gestire le rinunce delle concessioni, la dismissione degli impianti e dei cantieri minerari, avviare le attività di bonifica e messa in sicurezza dei siti. Il patrimonio archivistico delle cessate imprese minerarie italiane e straniere operanti nell’isola fin dall’Ottocento, dopo alterne vicende, è confluito nell’IGEA SpA, ed è conservato ad Iglesias, nel fondo omonimo (estremi cronologici: 1862 - 2003). Altri archivi documentari di società minerarie sarde sono invece conservati presso il Comune di Iglesias. In particolare, si ricordano i fondi Società mineraria e metallurgica Pertusola (estremi cronologici: 1924 - 1970) e Società Monteponi/Montevecchio di Iglesias (estremi cronologici: 1840 - 1977). Il fondo Società  Monteponi-Montevecchio (Guspini) si conserva invece presso l'archivio storico del Comune di Guspini.